# Giro Next Gen
Der Giro Next Gen - Giro d’Italia Internazionale Under 23 (bis 2021: Giro Ciclistico d’Italia, 2022: Giro d’Italia Giovani Under 23, zwischenzeitlich Girobio, inoffiziell oft Baby Giro) ist ein italienisches Straßenradrennen, eine verkürzte Version für Nachwuchsfahrer des dreiwöchigen Giro d’Italia.
Nachdem das erstmals 1970 ausgetragene Etappenrennen zunächst Amateursportlern vorbehalten war, wurde nach Einführung der Einheitslizenz im Jahre 1995 die Teilnahme zunächst auf Fahrer beschränkt, die das 26. Lebensjahr noch nicht vollendet hatten.
Zwischen 2005 und 2008 wurde es nur im Jahr 2006 ausgetragen, um anschließend wieder jährlich stattzufinden. Nachdem schließlich die Ausgabe des Jahres 2012 unter finanziellen Problemen litt, wurde das Rennen 2013 nicht mehr ausgetragen. Es zählte zur UCI Europe Tour und war in die Kategorie 2.2 eingestuft. Nach vier Jahren Pause wurde der Wettbewerb im Jahr 2017 wieder als U23-Rennen in Kategorie 2.2U der Europe Tour in den internationalen Kalender aufgenommen.
Zu Jahresbeginn 2023 vergab der italienische Radsportverband Federazione Ciclistica Italiana die Austragungsrechte für die nächsten fünf Austragungen an RCS Sport, die auch den Giro d’Italia veranstaltet.
Unter den Siegern sind viele Fahrer zu finden, die später sehr erfolgreich waren, wie zum Beispiel Marco Pantani, Danilo Di Luca, Gilberto Simoni, Piotr Ugrumow oder Francesco Moser.

## Palmarès
| Jahr | Sieger                   | Zweiter                    | Dritter             |
| ---- | ------------------------ | -------------------------- | ------------------- |
| 1970 | Giancarlo Bellini        | Armando Topi               | Mario Giaccone      |
| 1971 | Francesco Moser          | Giuseppe Perletto          | Jean-Pierre Guitard |
| 1972 | Giovanni Battaglin       | Walter Riccomi             | Giampaolo Flamini   |
| 1973 | Gianbattista Baronchelli | Giovanni Martella          | Bernard Bourreau    |
| 1974 | Leone Pizzini            | Gonzalo Marín              | Norberto Cáceres    |
| 1975 | Ruggero Gialdini         | Amilcare Sgalbazzi         | Franco Conti        |
| 1976 | Franco Conti             | Roberto Ceruti             | Giovanni Fedrigo    |
| 1977 | Claudio Corti            | Alf Segersäll              | Luciano Donati      |
| 1978 | Fausto Stiz              | Alessandro Pozzi           | Giovanni Fedrigo    |
| 1979 | Alf Segersäll            | Fiorenzo Aliverti          | Giovanni Fedrigo    |
| 1980 | Giovanni Fedrigo         | Alessandro Paganessi       | Emanuele Bombini    |
| 1981 | Sergei Woronin           | Serguei Kadatski           | Giovanni Fedrigo    |
| 1982 | Francesco Cesarini       | Carlos Siachoque           | Roberto Cugole      |
| 1983 | Wladimir Woloschin       | Federico Longo             | Wiktor Demidenko    |
| 1984 | Pēteris Ugrjumovs        | Sergei Gavrilko            | Stefano Colage      |
| 1985 | Sergei Uslamin           | Luděk Štyks                | Gianni Bugno        |
| 1986 | Alexander Krasnow        | Massimo Podenzana          | Stefano Bianchini   |
| 1988 | Dmitri Konyschew         | Wladimir Pulnikow          | Pēteris Ugrjumovs   |
| 1989 | Andrei Teterjuk          | Stefano Zanini             | Stefano Cattai      |
| 1990 | Wladimir Belli           | Ivan Gotti                 | Marco Pantani       |
| 1991 | Francesco Casagrande     | Marco Pantani              | Giuseppe Guerini    |
| 1992 | Marco Pantani            | Vincenzo Galati            | Andrea Noè          |
| 1993 | Gilberto Simoni          | Marco Milesi               | Michele Poser       |
| 1994 | Leonardo Piepoli         | Ruggero Borghi             | Francesco Secchiari |
| 1995 | Giuseppe Di Grande       | Daniele Sgnaolin           | Marco Fincato       |
| 1996 | Roberto Sgambelluri      | Filippo Baldo              | Oscar Mason         |
| 1997 | Oscar Mason              | Filippo Baldo              | Ruslan Ivanov       |
| 1998 | Danilo Di Luca           | Massimo Cigana             | Paolo Tiralongo     |
| 1999 | Tadej Valjavec           | Angelo Lopeboselli         | Fabio Marchesin     |
| 2000 | Raffaele Ferrara         | Franco Pellizotti          | Renzo Mazzoleni     |
| 2001 | Davide Frattini          | Andris Reiss               | Denis Bondarenko    |
| 2002 | Giuseppe Muraglia        | Joseba Albizu              | Scott Davis         |
| 2003 | Dainius Kairelis         | Paolo Bailetti             | Daniele Masolino    |
| 2004 | Marco Marzano            | Alessandro Bertuola        | Domenico Pozzovivo  |
| 2006 | Dario Cataldo            | Dmytro Grabovsky           | Matthew Lloyd       |
| 2009 | Cayetano Sarmiento       | Manuele Caddeo             | Peter Kennaugh      |
| 2010 | Carlos Betancur          | Edward Beltrán             | Antonio Santoro     |
| 2011 | Mattia Cattaneo          | Winner Anacona             | Stefano Agostini    |
| 2012 | Joseph Dombrowski        | Fabio Aru                  | Pierre-Paolo Penasa |
| 2017 | Pavel Sivakov            | Lucas Hamilton             | Jai Hindley         |
| 2018 | Alexander Wlassow        | João Almeida               | Robert Stannard     |
| 2019 | Camilo Ardila            | Einer Rubio                | Juan Diego Alba     |
| 2020 | Thomas Pidcock           | Henri Vandenabeele         | Kevin Colleoni      |
| 2021 | Juan Ayuso               | Tobias Halland Johannessen | Henri Vandenabeele  |
| 2022 | Leo Hayter               | Lennert Van Eetvelt        | Lenny Martinez      |
| 2023 | Johannes Staune-Mittet   | Darren Rafferty            | Hannes Wilksch      |
| 2024 | Jarno Widar              | Pablo Torres               | Pau Martí           |